# Themar
Themar is een gemeente en stad in de Duitse deelstaat Thüringen, gelegen in de Landkreis Hildburghausen, aan de Werra.
Het telt 2.771 inwoners.
Themar is tevens bestuurszetel van de Verwaltungsgemeinschaft Feldstein, zonder er zelf toe te behoren.

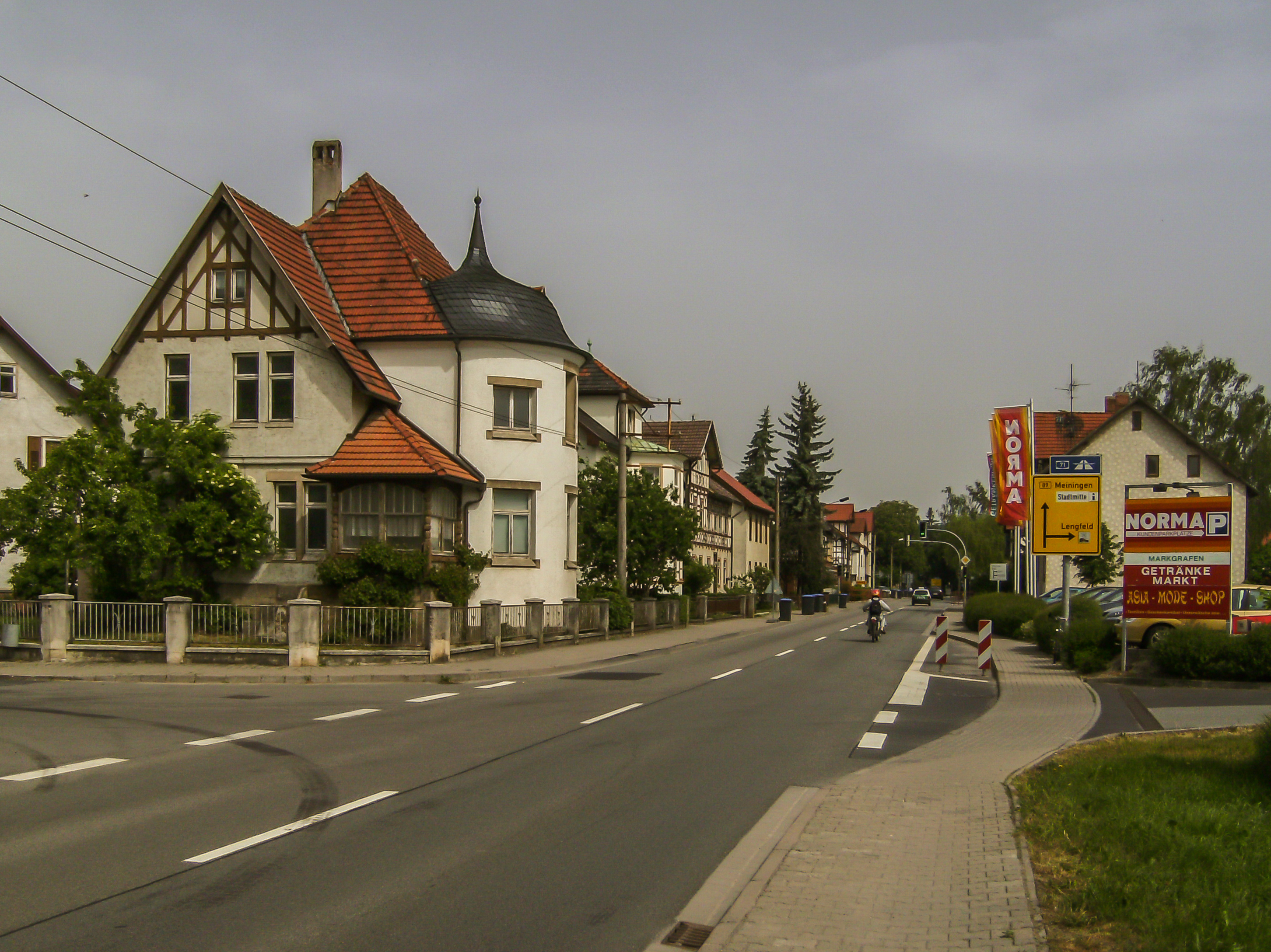
Themar

Steden: Bad Colberg-Heldburg · Eisfeld · Hildburghausen · Römhild · Schleusingen · Themar · Ummerstadt

Verwaltungsgemeinschaften: Feldstein · Heldburger Unterland

Overige gemeenten: Ahlstädt · Auengrund · Beinerstadt · Bischofrod · Brünn/Thür. · Dingsleben · Ehrenberg · Eichenberg · Gompertshausen · Grimmelshausen · Grub · Hellingen · Henfstädt · Kloster Veßra · Lengfeld · Marisfeld · Masserberg · Oberstadt · Reurieth · Schlechtsart · Schleusegrund · Schmeheim · Schweickershausen · St. Bernhard · Straufhain · Veilsdorf · Westhausen